# Carteria klebsii
Carteria klebsii là một loài tảo trong họ Chlamydomonadaceae, thuộc chi Carteria.